# Thành kiến xét lại

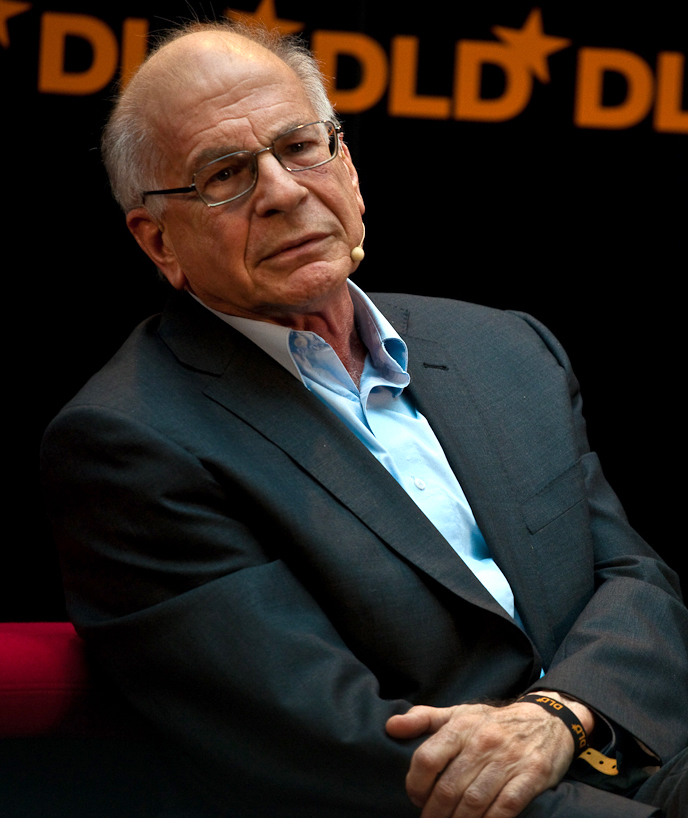
Học giả Daniel Kahneman là người đã nghiên cứu về thiên kiến nhìn lại quá khứ

Thành kiến xét lại (Hindsight bias) còn được biết đến là Thiên lệch nhận thức muộn hay Hiện tượng biết-tuốt-từ-lâu (Knew-it-all-along phenomenon) hay thuyết quyết định len lỏi (Creeping determinism) là xu hướng chung của mọi người khi coi các sự kiện trong quá khứ là có thể dễ dàng dự đoán được hơn so với thực tế. Sau khi một sự kiện xảy ra, mọi người thường tin rằng họ có thể dự đoán hoặc thậm chí biết với mức độ chắc chắn cao về kết quả của sự kiện trước khi nó xảy ra. Thành kiến xét lại có thể gây ra sự bóp méo ký ức về những gì đã biết hoặc tin tưởng trước khi một sự kiện xảy ra và là một yếu tố đáng kể của hiệu ứng quá tự tin (tự tin thái quá) trong khả năng dự đoán kết quả của các sự kiện trong tương lai. Biểu hiện của nó có thể thấy thông qua những câu cảm thán quen thuộc như "Biết ngay mà!", "Đã bảo rồi!", hoặc "Nhìn là biết", những câu cửa miệng như "Tôi biết thừa mà", "Đã bảo rồi không chịu nghe". Thành kiến này có thể thấy trong các bài viết của các nhà sử học mô tả kết quả của các trận chiến, trong việc các bác sĩ nhớ lại các thử nghiệm lâm sàng và trong các phiên tòa hình sự hoặc dân sự khi mọi người có xu hướng xác định trách nhiệm dựa trên khả năng dự đoán được của các vụ tai nạn.

## Đại cương
Về cơ chế thì đây là một thiên kiến tâm lý khi một hậu quả xấu đã xảy ra, người ta có xu hướng nhìn lại và quy chụp, cho rằng lẽ ra người trong cuộc "phải biết" và "phải thấy trước" được rủi ro đó. Đây là là một hiện tượng tâm lý rất phổ biến, trong đó một người sau khi đã biết kết quả của một sự kiện lại có xu hướng tin rằng họ đã có thể dự đoán được kết quả đó từ trước, khiến đánh giá sai lầm về các quyết định trong quá khứ, không còn nhìn thấy được sự bấp bênh và các lựa chọn mà người trong cuộc phải đối mặt, từ đó dễ dàng phán xét họ một cách quá khắt khe. Sau khi một đội bóng thắng một trận đấu bất ngờ, người hâm mộ sẽ cho rằng tôi đã biết trước là sẽ thắng, mặc dù trước trận đấu, họ có thể đã rất lo lắng, hồi hộp hoặc không chắc chắn về kết quả. Trong lĩnh vực dân sự, người ta ít liên hệ với kết quả thực tế và cởi mở hơn khi xem xét các lý lẽ thay thế trước khi sự kiện xảy ra. Thẩm phán tham gia vào các vụ kiện tụng chuyển nhượng gian lận cũng ít nhiều bị ảnh hưởng bởi nhận thức nhìn lại quá khứ và dẫn đến lợi thế không công bằng cho nguyên đơn. 
Trong lĩnh vực hình sự thì thành kiến xét lại khiến bị cáo bị đánh giá là có khả năng ngăn chặn kết quả tồi tệ. Điều này tạo ra một áp lực vô hình, khiến việc đánh giá hành vi của người bị buộc tội thiếu đi sự khách quan tại thời điểm họ ra quyết định, khi mà thông tin và tương lai còn chưa rõ ràng. Trong lĩnh vực hình sự là vấn đề quy chụp việc "biết và phải biết". Đây chính là một trong những rủi ro lớn nhất dẫn đến oan sai trong "Tội thiếu trách nhiệm gây hậu quả nghiêm trọng". Khi một dự án của nhà nước thất bại, gây thất thoát tài sản, dư luận và đôi khi cả cơ quan tố tụng do áp lực xét xử sẽ sa vào thiên kiến này. Họ nhìn lại và cho rằng sự thất bại đó là "rõ như ban ngày" và người quản lý lẽ ra "phải thấy trước", các cơ quan thường cố ý bỏ qua bối cảnh phức tạp, những thông tin không chắc chắn tại thời điểm người quản lý ra quyết định, từ đó quy kết trách nhiệm hình sự một cách thiếu khách quan, điều này làm cho ranh giới giữa một rủi ro kinh doanh và một hành vi thiếu trách nhiệm hình sự trở nên mờ nhạt và nguy hiểm. Từ bối cảnh pháp lý của "Tội thiếu trách nhiệm gây hậu quả nghiêm trọng" thì "thuyết quyết định len lỏi" này khiến kết quả thua lỗ có vẻ là không thể tránh khỏi ngay từ đầu, từ đó gia tăng áp lực quy tội cho người quản lý doanh nghiệp.